# Municipio de Yaxcabá
El municipio de Yaxcabá es uno de los 106 municipios que constituyen el estado mexicano de Yucatán. Se encuentra localizado en el centro-sur del estado. Cuenta con una extensión territorial de 1,079 km². Según el II Conteo de Población y Vivienda de 2005, el municipio tiene 13.909 habitantes, de los cuales 7.123 son hombres y 6.786 son mujeres. Su nombre significa en lengua maya lugar de tierra verde.

## Descripción geográfica

### Ubicación
Yaxcabá se localiza en el centro-sur del estado entre las coordenadas geográficas 20° 19' y 20° 49' de latitud norte, y 80° 36' y 88° 56' de longitud oeste; a una altitud promedio de 29 metros sobre el nivel del mar.
El municipio colinda al norte con el Sudzal, al sur con Chacsinkín, al este con Chankom y al oeste con Sotuta.

### Orografía e hidrografía
En general posee una orografía plana, clasificada como llanura de barrera; sus suelos son generalmente rocosos o cementados. El municipio pertenece a la región hidrológica Yucatán Norte. Sus recursos hidrológicos son proporcionados principalmente por corrientes subterráneas; las cuales son muy comunes en el estado.

### Clima
Su principal clima es el cálido subhúmedo; con lluvias en verano y sin cambio térmico invernal bien definido. La temperatura media anual es de 25,9°C, la máxima se registra en el mes de mayo y la mínima se registra en enero. El régimen de lluvias se registra entre los meses de mayo y julio, contando con una precipitación media de 118,3 milímetros.

## Cultura

### Fiestas
Fiestas civiles
- Aniversario de la Independencia de México: 16 de septiembre.
- Aniversario de la Revolución mexicana: El 20 de noviembre.

Fiestas religiosas
- Semana Santa: jueves y viernes santos.
- Día de la Santa Cruz: 3 de mayo.
- Fiesta en honor de la Virgen de Guadalupe: 12 de diciembre.
- Día de Muertos: 2 de noviembre.
- Fiesta anual a Santa Cruz: abril
- Fiesta en honor de san Pedro y San Pablo: del 20 al 29 de junio.
- Fiesta en honor de san Francisco de Asís: del 1 al 5 de octubre.

## Gobierno
Su forma de gobierno es democrática y depende del gobierno estatal y federal; se realizan elecciones cada 3 años, en donde se elige al presidente municipal y su gabinete.

## Localidades municipales
El municipio cuenta con 66 localidades, las cuales dependen directamente del municipio, las más importantes son: Yaxcabá (cabecera municipal), Tixcacaltuyub, Libre Unión, Tahdzibichén y Tiholop.
Cisteil es una pequeña localidad perteneciente también al municipio, de menos de 100 habitantes, importante históricamente porque fue, en el siglo XVIII, el lugar donde surgió la rebelión de Jacinto Canek en noviembre de 1761. Una vez sofocada la rebelión, ejecutado el caudillo maya tras suplicio al que fue sujeto por disposición del Brigadier José Crespo y Honorato, gobernante en turno, el poblado fue rociado con sal y sus pozos contaminados con el mismo material, para escarmiento de la población maya.
Yaxuná es un yacimiento arqueológico maya que, estando en el municipio, presenta el interés de encontrarse en el extremo occidental de la más larga vía de comunicación prehispánica (sacbé) que une a esta ciudad con Cobá, ciudad en el estado de Quintana Roo a 100 km de distancia.